# Scotophilus dinganii
Scotophilus dinganii är en fladdermusart som först beskrevs av Andrew Smith 1833.  Scotophilus dinganii ingår i släktet Scotophilus och familjen läderlappar. IUCN kategoriserar arten globalt som livskraftig. Inga underarter finns listade i Catalogue of Life. Wilson & Reeder (2005) skiljer mellan fyra underarter.
Denna fladdermus blir med svans 11 till 14 cm lång och den väger 21 till 38 g. Scotophilus dinganii har 5,2 till 5,7 cm långa underarmar och en vingspann av cirka 30 cm. På ovansidan varierar pälsens färg mellan olivbrun och grå-olive. Undersidan är täckt av gulaktig till krämvit päls. De bruna vingarna är delvis täckta med päls.
Arten förekommer i stora delar av Afrika söder om Sahara från Senegal i väst till Eritrea i öst och söderut till Sydafrika. Habitatet utgörs av fuktiga och torra savanner. Individerna vilar i trädens håligheter och i byggnader. De är där ensam eller de bildar kolonier med upp till 30 medlemmar.
Scotophilus dinganii jagar flygande insekter, ofta i närheten av ljuskällor. Därför besöker den ibland byggnader under födosöket. Annars flyger den gärna nära marken. Honor har under sommaren (oktober eller november på södra halvklotet) en kull med två eller tre ungar. Ungarna håller sig fast i moderns päls när hon flyger.